# Empoasca bivirgata
Empoasca bivirgata är en insektsart som beskrevs av Rowland Southern 1982. Empoasca bivirgata ingår i släktet Empoasca och familjen dvärgstritar. Inga underarter finns listade i Catalogue of Life.